# قشة أسود الخصلتين
قشة أسود الخصلتين ( الأسم العلمي: Callithrix penicillata هو نوع من قرود القشة و أحد أنواع قرود العالم الجديد الذي يعيش أساسًا في غابات الإقليم المداري الجديد في الهضبة الوسطى البرازيلية. ويتواجد من باهيا إلى بارانا، وداخل غوياس أيضاً، التي تقع بين 14 و25 درجة جنوب خط الاستواء، ويمكن رؤيته عادتاً في مدينة ريو دي جانيرو. يقيم هذا القرد عادتاً في الغابات المطيرة، ويعيش حياة شجرية في الأشجار العالية، ولكن تحت الظلة. ونادراً ما يتم رصده بالقرب من الأرض.

## الوصف
يتميز قشة ذو خصلات الشعر السوداء بشعيرات سوداء حول آذانهم. عادة ما يكون لديه بعض الشعر الأبيض المُتفرق على وجهه. وعادةً ما يكون رأسه بني أو أسود وأطرافه و جسمه العلوي رمادية اللون، وكذلك بطنه ، بينما يكون الردف والجانب السفلي عادةً بلون الأسود. ذيله مُحاط باللونين الأسود والأبيض وليست عضواً قابلاً للمسك، ولكن تستخدمه للتوازن في الحركة. وهو لا يحتوي على إبهام قابل للمعارضة وتميل أظافره إلى مظهر يشبه المخلب. يصل حجم قشة ذو خصلات الشعر السوداء إلى 19 إلى 22 سم ويزن ما يصل إلى 350 غرام.

## السلوك

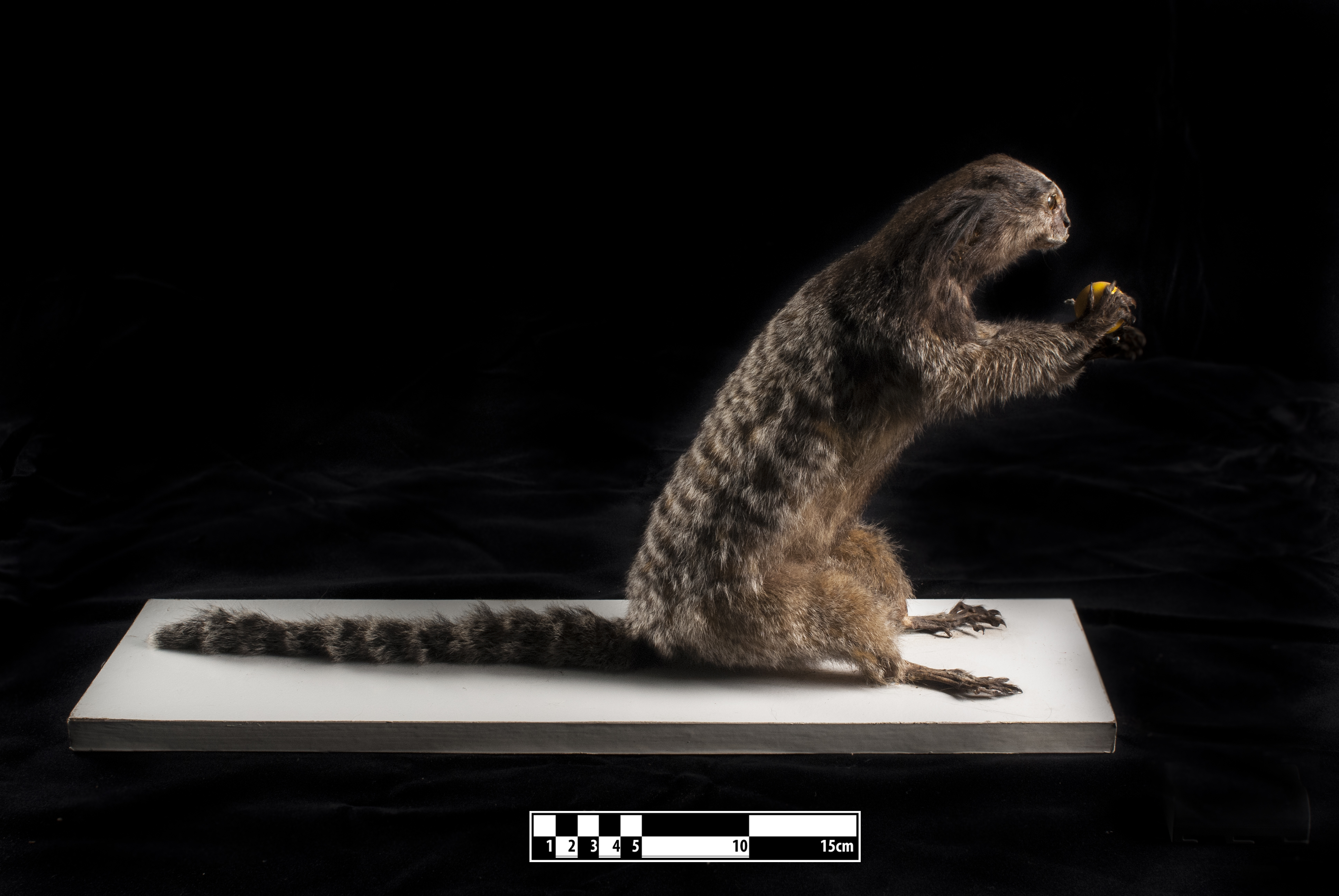
تحنيط قشة ذو خصلات الشعر السوداء

وهو نهاريّ يعيش حياة شجرية، وقشة ذو خصلات الشعر السوداء لديه نمط حياة تشبه إلى حد بعيد القشيات الأخرى. يعيش عادة في مجموعات عائلية من 2 إلى 14. تتكون المجموعات عادة من تكاثر الزوجان وهم ذرية . توأمان شائعان للغاية بين هذه الانواع، وكذلك ذرية الأحداث، وغالبا ما تساعد الإناث في تربية الشباب.
على الرغم من أن قشة ذو خصلات الشعر السوداء يعيش في مجموعات عائلية صغيرة، إلا أنه يُعتقد بأنهم يتشاركون مصادرهم الغذاء، كأشجار النسغ، مع مجموعات من قرود القشيات الأخرى. تُحدِث علامات الرائحة داخل هذه المجموعات، لكن يُعتقد أن الوسم أو حدودها هو ردع للأنواع الأخرى ناهيك عن مجموعات من نفس العائلة، لأن المجموعات الأخرى تتجاهل هذه العلامات عادةً فيتم وضع حدودها على الأغصان و الأشجار. كما يبدو أنها مهاجرة، وغالبًا ما تتحرك فيما يتعلق بالموسم الرطب أو الجاف، إلا أن مدى هجرتها غير معروف.
على الرغم من أن التواصل بين قرود عن طريق النطق لكن لم يتم دراسته بشكل كامل، إلا أنه يعتقد أنه يتواصل من خلال النطق باطلاق الصيحات. لقد كان يعرف بصرخات عند قدوم المُفترس، ويبدو أن صرخاته كثيرًا ما تصدُر عند قدوم المفترس من الخارج.

## الغذاء والافتراس

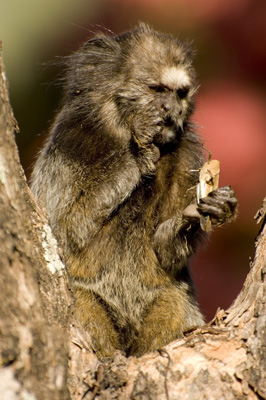
قشة ذو خصلات الشعر السوداء يتناول كريكيت حول منتزه سيرا دو سيبو الوطني ، البرازيل (بواسطة ليوناردو سي فليك)

يتكون نظام الغذائي لقشة ذو خصلات الشعر السوداء في المقام الأول من عُصارة الأشجار من اللحاء التي يحصل عليها عن طريق تقليم اللحاء بقواطعه السفلية الطويلة. وفي فترات الجفاف، سوف يشمل نظامه الغذائي أيضًا الفاكهة والحشرات و الفطريات و الثمار. وفي فترات الجفاف الشديد من المعروف أنه يتناول المفصليات الصغيرة والرخويات وبيض الطيور والطيور الصغيرة والفقاريات الصغيرة.
طيور الجارحة الكبيرة هي أكبر تهديد لها، ولكن الثعابين والقطط البرية تشكل أيضًا خطراً محدق عليها لاسيما عند اقترابهم على الأرض. تعد أصوات الصرخات على المفترسات الخاصة والمسح المرئي تقنياتها الوحيدة لمكافحة الافتراس.

## التكاثر
قشة ذو خصلات الشعر السوداء أحادية الزواج وتعيش في مجموعات عائلية. ويتكاثر مرتين في السنة، وينتج من 1 إلى 4 من الذرية، على الرغم من أنه في معظم الأحيان تنجب مجرد توائم. لكن مدة الحمل هي 150 يومًا ويتم فصل النسل بعد 8 أسابيع. هناك استثمار أبوي كبير من هذا النوع، مع كل من الوالدين يكون رعاية المولود لكليهما، وكذلك الأحداث الأكبر سنا، مما يساعد على تربية الشباب منهم. يعتمد النسل اعتمادًا كبيرًا على والديهم، وعلى الرغم من أنهم ناضجون جنسًيا في عمر 18 شهرًا، إلا أنهم عادة لا يتزوجون حتى بعد ذلك العمر بكثير، ويبقون مع مجموعة أسرهم حتى يتكاثرون.

## أدوار النظام البيئي وحالة الحفظ
قشة ذو خصلات الشعر السوداء هو متبادل مع العديد من أنواع الأشجار المثمرة و الطويلة ولأنه يوزع البذور من الفاكهة التي يستهلكها في جميع أنحاء الغابات الاستوائية. ومع ذلك، فهو قرد طفيل على أنواع أخرى من الأشجار داخل الغابات ولأنه يخلق تقرحات في الأشجار من أجل استخراج النسغ فيتلف الكثير من أغصان الأشجار، فبتالي لا يقدم فائدة واضحة للأشجار. وعلى الرغم من أن هذا النوع من القشيات ليس مصدرًا رئيسيًا لأي نوع معين من أنواع الغذاء، إلا أنه مصدر غذاء لعدد من الأنواع المختلفة، وخاصة الطيور الكبيرة من الفرائس والقطط البرية والثعابين.
على الرغم من عدم وجود آثار سلبية معروفة للقشيات اتجاه الإنسان، فإنه يحمل تأثيرات إيجابية محددة من خلال كونه حيوان أليف و غريبة الشكل للغاية. كما أنها تستخدم في معارض الحيوانات والبحوث العلمية و حدائق الحيوان.
يتم سرد قشة ذو خصلات الشعر السوداء بأنه ليس له وضع خاص في القائمة الحمراء للاتحاد الدولي لحفظ الطبيعة أو قائمة الولايات المتحدة الأمريكية الخاصة بالأنواع المعرضة للانقراض. وهي مدرجة في الملحق II من معاهدة التجارة العالمية لأصناف الحيوان والنبات البري المهدد بالانقراض CITES ولا تعتبر حاليًا من الأنواع المهددة بالانقراض . في ولاية ريو دي جانيرو ، حيث تم تقديمه إلى جانب القشة المألوفة ، يعتبر هذا النوع من الأنواع الغازية التي تشكل خطراً على بقاء طمارين أسديّ مُذهب المهدّد بالانقراض من خلال المنافسة على اكتساح اماكن للسيطرة. تضمنت إدارة الأنواع في موائلها الغازية مقترحات لتعقيم الأفراد في سن الإنجاب، وحملات التوعية، وحملات التوعية العامة لمنع حدوث المزيد من الإطلاقات الغازية لتزيد من توسعها.